# Diocèse de Hong Kong
Le diocèse de Hong-Kong (en chinois[précision nécessaire] : 天主教香港教區 ; en latin : Dioecesis Sciiamchiamensis) est une circonscription ecclésiastique de l’Église catholique couvrant la « région administrative spéciale » de Hong-Kong, en Chine. La préfecture apostolique fondée en 1841 devient un diocèse en 1946.
Théoriquement suffragant de l’archidiocèse de Guangzhou, il compte (en 2013) 507 000 catholiques repartis sur 51 paroisses, un grand nombre de fidèles étant originaires des Philippines. En mai 2020 son siège épiscopal est vacant.
L’évêque participe à titre de « membre associé » à la Fédération des conférences épiscopales asiatiques (en).

## Histoire

### Préfecture apostolique
Peu avant que le territoire ne devienne officiellement « colonie anglaise » (1842), une préfecture apostolique de Hong-Kong (s’étendant jusque « six lieues aux alentours ») y est créée en 1841, par le pape Grégoire XVI, répondant à la demande du père Théodore Joset, un prêtre suisse établi à Macao, veillant au soin pastoral des soldats catholiques (surtout irlandais) en garnison à Hong-Kong. Cette création (comme d’autres en Asie), passant outre des droits portugais issu du Padroado, occasionne une crise diplomatique avec le Portugal. Le père Theodore Joset, premier préfet apostolique, meurt six mois plus tard, le 5 août 1842.
La préfecture fonctionne en ses débuts comme une simple mission catholique : chapelles, écoles, orphelinats, hospices et dispensaires sont progressivement ouverts, sous la direction de Antonio Feliciani, successeur du père Joset. Dès 1842 la première église catholique est mise en chantier. Elle est dédiée à « Marie, Immaculée Conception » et est ouverte au culte en 1843. Agrandie en 1858, elle est détruite dans un incendie, puis reconstruite en 1860.

### Vicariat apostolique
Les premiers missionnaires italiens, membres de la « Société des missions étrangères de Milan » PIME arrivent en 1858. En 1874 le territoire devient vicariat apostolique et leur est confié. Depuis 1860 le territoire de la préfecture s’est étendu au delà des « six lieues », pour inclure le district San On (新安縣), les péninsules de Kowloon et de Sai Kung, et Nam Tau. 
Le premier vicaire apostolique est le père Timoleon Raimondi PIME. En poste à Hong Kong depuis 1867 il en devient vicaire apostolique en 1874 et est consacré évêque, à Rome, le 22 novembre 1874. Il sera vingt ans à ce poste et meurt, à Hong Kong, le 27 septembre 1894.
Très dynamique Timoleon Raimondi organise deux synodes diocésains, en 1880 et 1891. En 1883 il met en chantier la construction de ce qui est aujourd’hui la cathédrale de Hong Kong ; la nouvelle église de l‘Immaculée-Conception.  Elle est inaugurée en 1888.
Le vicariat continue à se développer. Un troisième synode se tient en 1909. En 1913 le diocèse compte 12 prêtres européens et 10 asiatiques pour quelque 15 000 catholiques et 26 églises ou chapelles. Quelque 70 écoles — pour garçons ou pour filles — sont dirigées par différentes congrégations religieuses qui se sont installées dans la ville : les Frères des écoles chrétiennes, les Sœurs de Canossa, les Sœurs de Saint-Paul de Chartres. Toutes comptent des vocations locales. 
Les prêtres des Missions étrangères de Paris  [MEP] sont également présents avec un sanatorium (Béthanie), une imprimerie et d’autres institutions. Dans les années 1920 et 1930 le nombre de congrégations religieuses missionnaires augmente avec leurs hôpitaux, écoles et églises. Durant la Seconde Guerre mondiale cependant, l’occupation japonaise de Hong Kong stoppe toute activité. Les missionnaires étrangers sont expulsés ou internés.

### Diocèse en 1946
Peu après la fin de la guerre et la libération de Hong Kong le pape Pie XII érige la hiérarchie catholique en République de Chine (11 avril 1946) : tous les vicariats apostoliques deviennent diocèses, y compris Hong Kong. Lorsque le parti communiste prend le pouvoir en Chine (1949) la colonie anglaise est davantage isolée et le diocèse de Hong Kong en réfère directement au Saint-Siège. Vicaire apostolique depuis 1926, Enrico Valtorta PIME est le premier évêque de Hong Kong.  
Une tâche urgente attend Enrico Valtorta en 1949 : l’accueil des milliers de réfugiés qui fuient le régime communiste de la République de Chine, y compris catholiques et clergé chinois. Les activités du diocèse sont alors strictement limitées au territoire colonial anglais. En 1952 sept nouvelles chapelles sont ouvertes pour les réfugiés catholiques. 
Après la démission de l’évêque Lorenzo Bianchi, en 1968, Francis Hsu est nommé évêque de Hong Kong. Originaire de Shanghai il est le premier évêque chinois de la colonie anglaise. Son deuxième successeur, Jean–Baptiste Wu est le premier à être fait cardinal (1988). Depuis lors tous les évêques de Hong Kong furent élevés au cardinalat.
En prévision du retour de Hong Kong à la Chine (en 1997) les catholiques du territoire sont, dès 1991, invités à prendre une part active à la vie politique. C’est le but de l‘« Open forum » organisé en août 1991. En 1993 le diocèse est redivisé en neuf doyennés et le conseil presbytéral diocésain est réorganisé. 
À la mort du cardinal Wu en 2002, Joseph Zen, son coadjuteur, devient le sixième évêque de Hong Kong. Le Conseil législatif de Hong Kong étant de plus en plus contrôlé par Pékin, l’Église catholique de Hong Kong doit souvent se battre pour préserver ses droits démocratiques. Ce fut le cas en ce qui concerne l’éducation et les écoles catholiques en 2005. Joseph Zen est fait cardinal par le pape Benoît XVI le 24 mars 2006. Souvent il intervient en défense des droits démocratiques des citoyens de Hong Kong, même si le Chief executive de Hong Kong est lui-même un catholique.
En 2009 John Tong Hon le remplace à la tête du diocèse et devient cardinal en 2012. Démissionnaire en 2017 il revient, comme administrateur apostolique, à la tête du diocèse en 2019, son successeur Michael Yeung (en) étant mort le 3 janvier 2019.
Le 17 mai 2021, Stephen Chow Sau-yan S.J est nommé évêque de Hong Kong par le pape François. Jusqu’ici supérieur de la Province chinoise de la Compagnie de Jésus, il devient le neuvième évêque du diocèse.

## Statistiques
En août 2015 le diocèse de Hong Kong compte 384 000 catholiques locaux et 160 000 philippin(e)s, en 51 paroisses. Ils sont desservis par 225 prêtres, 26 diacres, 68 religieux frères et 474 religieuses. Les offices religieux sont célébrés dans 40 églises, 31 chapelles et 26 salles polyvalentes. En ce qui concerne l’éducation les 251 institutions catholiques comptent 150 000 élèves en 2017.[réf. souhaitée]